# Vera Jordanova

Vera Jordanova, 2014

Vera Jordanova (bulgarisch Вера Йорданова; * 28. August 1975 in Helsinki) ist eine finnische Schauspielerin und Fotomodell.

## Leben
Vera Jordanova wurde am 28. August 1975 in Helsinki geboren und stammt aus einer aus Bulgarien ausgewanderten Familie. Als Vera 14 Jahre alt war, übersiedelte Veras Familie endgültig nach Finnland. Sie besuchte erfolgreich eine Hochschule für Sprachen, wo sie englisch, französisch und russisch lernte. Als sie von Modelagenten entdeckt wurde, begann sie das Modeln für finnische Magazine. Ein Jahr später, im Jahr 1993, begann sie ihre Filmkarriere mit der Rolle eines Models im Film Harjunpää ja kiusantekijät.

## Filmografie
- 1993: Harjunpää ja kiusantekijät als Modell
- 1994: Venla Gaala (Fernsehsendung) als sie selbst
- 1998: Maailman pisin talk show (Fernsehsendung) als sie selbst
- 1998: Tähtitehdas (Fernsehsendung) als Minkki Karvonen
- 2000: Lähdön tunnelma (Fernsehserie) als Vellus Freundin
- 2001: Joonas Hytönen show (Fernsehserie) als sie selbst
- 2006: Blow Out (Fernsehserie) als sie selbst
- 2007: Hostel 2 als Axelle